# Weissia longirostris
Weissia longirostris là một loài rêu trong họ Pottiaceae. Loài này được (Schwägr.) Schwägr. mô tả khoa học đầu tiên năm 1823.